# Gobernador del krai de Kamchatka
El gobernador del krai de Kamchatka es el jefe del ejecutivo del sujeto federal ruso del Territorio de Kamchatka, también llamado krai de Kamchatka, un sujeto surgido en 2007 como fusión de la provincia u óblast de Kamchatka y el distrito u ókrug autónomo de Koriakia. El gobernador es el titular del máximo órgano ejecutivo regional, encabezando por tanto el gobierno del krai de Kamchatka.

## Elección

### Elegibilidad
En las primeras elecciones para gobernador de Kamchatka, los candidatos debían reunir los requisitos de contar con más de 30 años y ser propuestos por un partido político que pudiera concurrir a las elecciones a la Asamblea Legislativa del Krai de Kamchatka.
Para las segundas elecciones, se retiró la necesidad de ser propuesto por un partido político.
Además de los dos requisitos (actualmente solo 1), las candidaturas debían recabar firmas de apoyo entre figuras políticas locales, entre ello, algo más de medio centenar de firmas de concejales o alcaldes de, al menos, 11 localidades distintas del territorio de Kamchatka.

### Elecciones a gobernador
En septiembre de 2015 tuvieron lugar las primeras elecciones abiertas a gobernador, después de que los gobernadores hasta entonces hubieran sido designados por el presidente ruso y, como mucho, aprobados por la Asamblea Legislativa regional.

### Investidura
La investidura tiene lugar una semana después del recuento de los resultados de las elecciones a gobernador.

## Funciones
El Gobernador de Kamchatka tiene las siguientes atribuciones:
- Es el funcionario de mayor rango de Kamchatka.
- Lidera el Gobierno de Kamchatka, siendo su Presidente ex officio.
- Determina las áreas prioritarias de desarrollo socioeconómico de Kamchatka, el desarrollo de las relaciones económicas internacionales y exteriores del mismo.
- Representa a Kamchatka en las relaciones con los órganos federales del poder estatal, las autoridades estatales de las entidades constitutivas de la Federación de Rusia, los gobiernos locales y en la implementación de las relaciones económicas exteriores, firma tratados y acuerdos en nombre del Territorio de Kamchatka.
- Promulgar las leyes de Kamchatka, certificando su promulgación mediante la firma de leyes o la promulgación de leyes especiales, o rechazar las leyes aprobadas por la Asamblea Legislativa del Krai de Kamchatka.
- Nominar para los premios regionales y estatales de la Federación de Rusia, y también ejerce poderes relacionados con la adjudicación de premios de Kamchatka, la concesión de premios estatales y la asignación de becas estatales en su región.
- Determina la estructura de los órganos ejecutivos del poder estatal de Kamchatka.
- Forma el Gobierno de Kamchatka de conformidad con la legislación local y decide, en su caso, la dimisión del propio Gobierno.
- Presentar a la Asamblea Legislativa del Krai de Kamchatka informes anuales sobre los resultados de las actividades del Gobierno de Kamchatka durante el año anterior, incluidas las cuestiones planteadas por la Asamblea.
- Convocar reuniones extraordinarias de la Asamblea Legislativa del Krai de Kamchatka, así como a convocar a la Asamblea Legislativa del Krai de Kamchatka recién elegida para la primera reunión antes de la fecha límite establecida por la Constitución regional.
- Participar en los trabajos de la Asamblea Legislativa del Krai de Kamchatka con derecho de voto deliberativo.
- Garantizar la coordinación de las actividades de los órganos ejecutivos del poder estatal del Krai de Kamchatka con otros órganos del poder estatal en el territorio y, de conformidad con la legislación de la Federación de Rusia, puede organizar la interacción de los órganos ejecutivos del poder estatal del Krai de Kamchatka con los órganos ejecutivos federales y sus órganos territoriales, Órganos de Autonomía Local y Asociaciones Públicas.
- Coordinar y controlar directamente las actividades de:
  - Organismos de política interna del Territorio de Kamchatka;
  - de la Dirección Principal de Control del Gobernador y del Gobierno del Territorio de Kamchatka;
  - del Departamento Jurídico Principal del Gobernador y del Gobierno del Territorio de Kamchatka;
  - de la Dirección Principal del Gobernador y del Gobierno del Territorio de Kamchatka para la Administración Pública, el Personal y los Premios ;
  - Servicio de Prensa de la Oficina del Gobernador y del Gobierno del Territorio de Kamchatka;
- De conformidad con las leyes federales y en su caso con la Constitución y leyes regionales, puede ejercer otras funciones que se le atribuyan.

## Gobernadores
| N.º | Foto                                                      | Governador               | Fechas                                                   | Partido | Partido                                | Elección |
| --- | --------------------------------------------------------- | ------------------------ | -------------------------------------------------------- | ------- | -------------------------------------- | -------- |
| 1   |                                                           | Alexei Kuzmitsky (1967-) | Designado 2 de julio de 2007 – 25 de febrero de 2011     |         | Rusia Unida                            | 2007a    |
| 2   |                                                           | Vladímir Ilyujin (1961-) | Designado 25 de febrero de 2011 - 13 de mayo de 2015     |         | Rusia Unida                            | 2011b    |
| 2   | Ad interimc 13 de mayo de 2015 - 22 de septiembre de 2015 | Vladímir Ilyujin (1961-) | 2015                                                     |         | Rusia Unida                            |          |
| 2   | Electo 22 de septiembre de 2015 - 3 de abril de 2020      | Vladímir Ilyujin (1961-) | 2015                                                     |         | Rusia Unida                            |          |
| 3   |                                                           | Vladímir Solodov (1982-) | Ad interim 3 de abril de 2020 - 21 de septiembre de 2020 |         | Independiete (Apoyado por Rusia Unida) | 2020     |
| 3   | Electo Desde el 21 de septiembre de 2020                  | Vladímir Solodov (1982-) |                                                          |         | Independiete (Apoyado por Rusia Unida) | 2020     |

a: Designado por el presidente Vladímir Putin. Exgobernador del óblast de Kamchatka.

b: Designado por el presidente Dmitri Medvédev. Más tarde aprobado por la Asamblea Legislativa de Kamchatka.

c: Su renuncia no es aceptada y se le designa en el cargo por el presidente Vladímir Putin hasta las siguientes elecciones.